# Battaglia di Kolwezi
La battaglia di Kolwezi si svolse tra il 13 e il 27 maggio 1978 nei pressi della città di Kolwezi, nello Zaire (oggi Repubblica Democratica del Congo). La battaglia fu l'evento centrale della seconda guerra dello Shaba.
Una forza di guerriglieri del Fronte Nazionale di Liberazione Congolese (FNLC), ostile al governo zairese del dittatore Mobutu Sese Seko, sconfinò dalle sue basi in Angola nella regione dello Shaba (oggi Katanga) e catturò la città mineraria di Kolwezi, facendo prigionieri diverse migliaia di cittadini europei; fallito un tentativo dell'esercito zairese di riconquistare la città, Mobutu si rivolse ai suoi alleati occidentali, gli Stati Uniti d'America, la Francia e il Belgio, perché fornissero aiuto. Una forza d'assalto basata sul 2e Régiment étranger de parachutistes francese e sul Reggimento Para-Commando belga, trasportata con l'assistenza degli statunitensi e poi rinforzata con reparti zairesi, fu quindi paracadutata in più riprese sulla città di Kolwezi a partire dal 19 maggio: i paracadutisti francesi del tenente colonnello Philippe Erulin riuscirono a mettere in salvo gran parte degli ostaggi, poi evacuati dai belgi, e a sconfiggere i reparti del FNLC al termine di duri scontri nella città.

## Antefatti

La posizione dello Shaba, già Katanga, all'interno dello Zaire.

Nel marzo del 1977 un contingente di 2 000 combattenti del FNLC attraversò il confine con l'Angola, dove si era stabilita, e invase la regione del Katanga, ora rinominata Shaba; gli insorti guadagnarono rapidamente terreno e conquistarono diverse cittadine e centri minori, anche grazie alla pessima prova fornita dai reparti delle FAZ: il grado di corruzione era tale che molte unità militari zairesi non ricevevano la paga da mesi, e diversi soldati disertarono o fuggirono alla prima occasione utile.
Visti i magri risultati delle sue forze armate, il generale Mobutu si rivolse ai suoi partner internazionali, trovando l'appoggio del cosiddetto "Safari Club" (un'alleanza segreta capitanata dalla Francia avente come scopo il contrasto all'influenza comunista in Africa): aerei francesi trasportarono nello Shaba un contingente di soldati marocchini e di piloti egiziani per i nuovi caccia Dassault Mirage III acquistati dallo Zaire insieme ad altro materiale bellico moderno fornito dalla Francia. L'arrivo dei rinforzi internazionali fece pendere l'ago della bilancia dalla parte delle forze delle FAZ, che iniziarono a riguadagnare terreno; entro la fine del maggio 1978 i centri occupati dal FNLC erano stati riconquistati dagli zairesi, ma i katanghesi furono in grado di organizzare una ordinata ritirata fino alle loro basi sicure oltre il confine con l'Angola, accompagnati da circa 200 000 profughi civili in fuga dalle rappresaglie dell'esercito di Mobutu.
La sconfitta nella prima guerra dello Shaba non intaccò più di tanto il FNLC: Mobutu continuava a sostenere le organizzazioni angolane contrarie al MPLA e di conseguenza il governo dell'Angola del premier Agostinho Neto continuò a fornire ospitalità e assistenza agli insorti katanghesi; entro pochi mesi il FNLC, rifornito di armi dai sovietici e addestrato da consiglieri militari cubani, ricostruì una forza di circa 5 000 combattenti e iniziò a inviare infiltrati all'interno dello Shaba, in vista di una nuova invasione

## Il conflitto

### I primi scontri

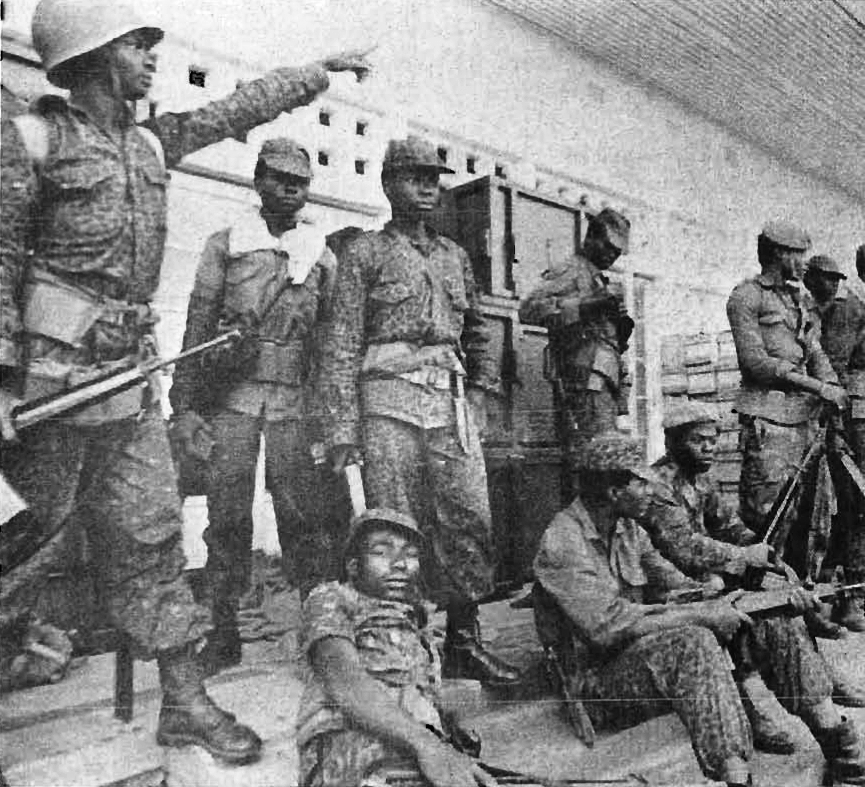
Truppe zairesi nello Shaba negli anni 1970

Poco dopo la mezzanotte dell'11 maggio 1978, tra 3 000 e 4 000 combattenti del FNLC lasciarono le loro basi in Angola, sconfinarono brevemente nello Zambia e da qui mossero sullo Shaba meridionale; invece di impossessarsi dei centri abitati minori come nella precedente invasione, questa volta gli insorti puntarono direttamente alle grandi città: guidati da infiltrati e sostenitori locali, circa 1 000 combattenti puntarono sulla città di Mutshatsha, un importante centro ferroviario, mentre il resto della forza muoveva sulla vicina città di Kolwezi. Nel 1978 Kolwezi era un grosso agglomerato urbano di circa 143 000 abitanti distribuiti su una superficie di 40 km², circondato dalla savana e da alcune zone di giungla; la città era un centro minerario di notevole importanza, ospitava alcuni uffici direttivi della compagnia mineraria nazionale zairese (Gécamines), disponeva di un aeroporto e di strade e ferrovie che la collegavano agli importanti abitati di Lubumbashi (la capitale regionale dello Shaba) e Dilolo (punto di passaggio sul confine Zaire-Angola). Lo Shaba era presidiato da circa 8 000 soldati delle FAZ, ma il grosso di queste forze era concentrato lungo il confine angolano e fu colto completamente di sorpresa quando gli insorti penetrarono invece dallo Zambia più a sud-est.
Alle prime luci dell'alba del 13 maggio il FNLC attaccò Kolwezi: la città ospitava il quartier generale della 14ª Brigata dell'esercito zairese, ma mentre alcuni reparti tentavano di opporsi agli invasori il comandante dell'unità fuggì insieme a gran parte dei suoi ufficiali. Per le 10:00 il FNLC aveva conquistato l'aeroporto (dove furono distrutti o catturati diversi apparecchi della forza aerea zairese), i principali depositi delle FAZ e gran parte del centro abitato, mettendo in fuga i resti della guarnigione zairese verso il quartier generale regionale situato poco a est della città nuova. Mentre gruppi del FNLC battevano i quartieri cittadini alla ricerca di dispersi e disertori delle FAZ, fu rapidamente istituita una "Corte di giustizia popolare" che si mise a processare sommariamente e condannare a morte i cittadini zairesi accusati di collaborazionismo con il governo di Mobutu; la comunità bianca della città, composta da circa 2 300-2 500 persone (di cui 400 francesi), in maggioranza tecnici minerari con le loro famiglie, fu inizialmente tenuta fuori dalle violenze del FNLC: sei consiglieri militari francesi distaccati presso le locali forze zairesi furono catturati dagli insorti e in seguito scomparvero senza lasciare traccia, ma i civili europei e statunitensi che non mostravano di fornire appoggio alle FAZ furono semplicemente ignorati
Le prime notizie sulla caduta della città raggiunsero la capitale Kinshasa per le 10:00 del 13 maggio, quando un pilota belga che aveva tentato di atterrare a
Kolwezi riferì che l'aeroporto era in mano a insorti armati che gli avevano sparato addosso; Andre Ross, l'ambasciatore francese in Zaire, girò la notizia a Parigi e il presidente Valéry Giscard d'Estaing telefonò a Mobutu ricevendo piene rassicurazioni: il dittatore zairese condannò l'azione come un'invasione ordita dai cubani ma dichiarò che le FAZ avevano il pieno controllo della situazione e non necessitavano di assistenza esterna. Già il giorno successivo, tuttavia, il governo zairese riunì gli ambasciatori dei paesi amici ed emise una formale richiesta di un aiuto "di qualsiasi natura": gli Stati Uniti promisero forniture militari mentre Belgio e Francia iniziarono a studiare il dispiegamento di una forza militare.
La reazione militare zairese fu inefficace. Tra il 14 e il 15 maggio gli aerei da trasporto C-130 dell'aviazione militare e DC-10 e DC-8 della compagnia aerea civile trasferirono a Lubumbashi due delle migliori unità militari delle FAZ, il 133º Battaglione di fanteria e il 311º Battaglione paracadutisti; mentre queste unità si preparavano a muovere via terra alla volta di Kolwezi, Mobutu intervenne personalmente per ordinare al comandante dei paracadutisti, maggiore Mahele, di lanciare una compagnia direttamente all'interno della città per soccorrere le truppe che ancora resistevano negli edifici del quartier generale nella città nuova: benché il 311º Battaglione fosse solo in parte addestrato alle operazioni paracadutate, a Mahele non restò altro che obbedire. La mattina del 16 maggio un singolo C-130 lanciò sessanta paracadutisti zairesi poco a est di Kolwezi: accolti dal fuoco degli insorti ancora prima di toccare terra, gli zairesi si dispersero e solo pochi di essi trovarono rifugio all'interno del quartier generale che erano stati mandanti a salvare; due ore più tardi un altro C-130 ripeté l'azione con altri sessanta paracadutisti, ottenendo lo stesso disastroso risultato. Come conseguenza, i resti della guarnigione di Kolwezi si demoralizzarono e fuggirono dalla città quella stessa mattina.

### L'intervento belga e francese
Il resto del 311º Battaglione mosse via terra da Lubumbashi alla volta di Kolwezi fermandosi al ponte sul fiume Lualaba, distante 25 chilometri dalla città; all'alba del 17 maggio gli uomini del maggiore Mahele mossero sull'aeroporto, a circa cinque chilometri più a sud del centro abitato, superando strada facendo due imboscate del FNLC: gli zairesi riuscirono a conquistare l'aeroporto e a respingere un contrattacco degli insorti, rimanendo però isolati e a corto di munizioni. Nel frattempo, la condizione dei cittadini bianchi bloccati a Kolwezi iniziò a farsi critica: gesti di violenza ed esecuzioni sommarie si erano verificate sporadicamente fin dai primi giorni, ai danni di chiunque potesse essere scambiato per un mercenario straniero al servizio delle autorità zairesi, ma il 17 maggio quindici europei arrestati il giorno prima furono portati sulle rive di un lago a sud del centro abitato e giustiziati a colpi di mitra, mentre altre uccisioni casuali si verificavano in città; se i "regolari" del FNLC apparivano come truppe abbastanza disciplinate, più sanguinari e fuori controllo si dimostrarono i membri delle cosiddette "tigri del FNLC", giovani reclutati localmente dopo l'invasione e identificati dall'emblema di una tigre sulle loro uniformi improvvisate.

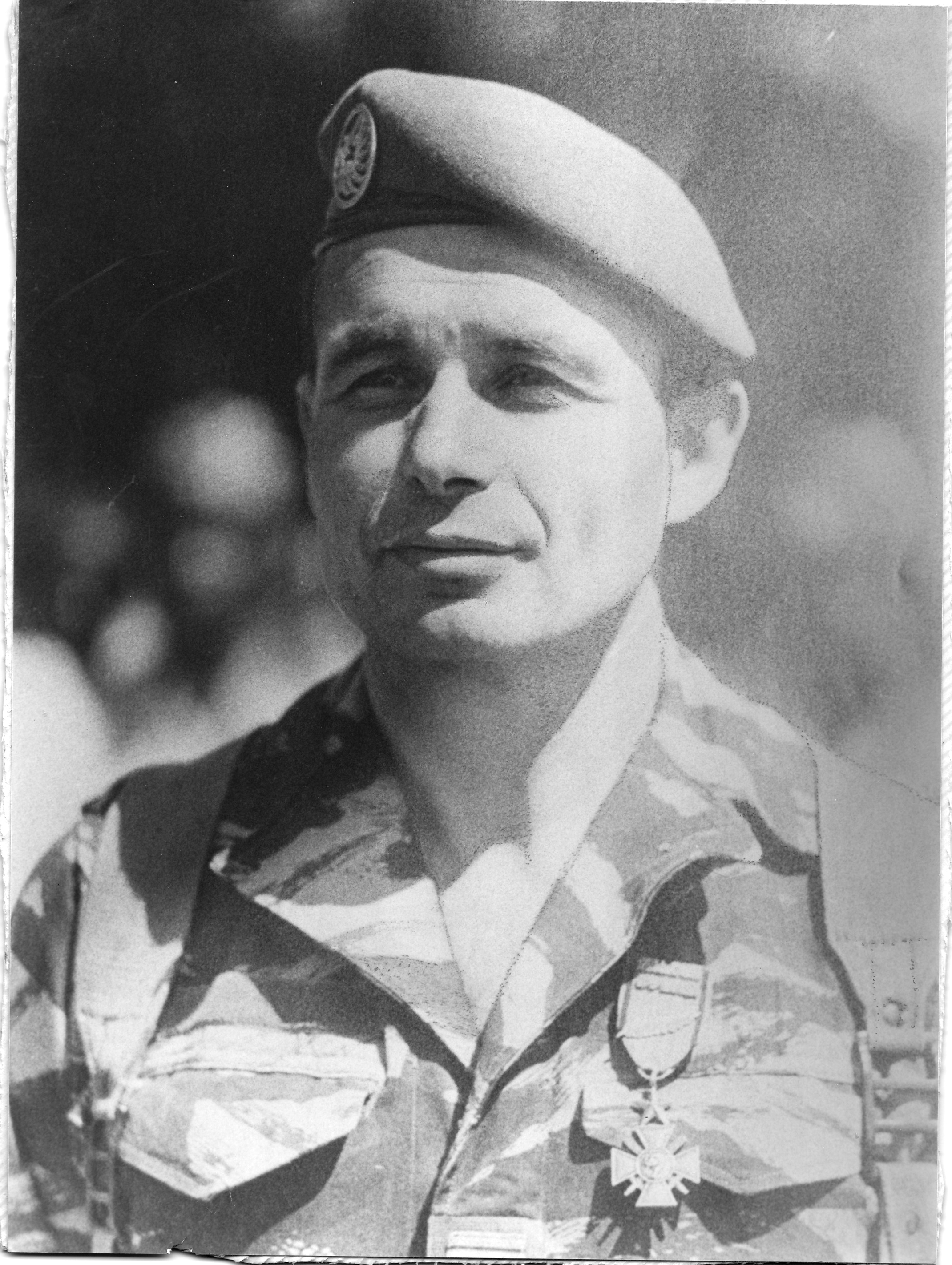
Il tenente colonnello Philippe Erulin, comandante del 2e REP

Le autorità consolari belghe a Lubumbashi e l'ambasciatore Ross a Kinshasa fecero molte pressioni sui loro rispettivi governi perché approvassero un intervento militare per liberare gli ostaggi in mano al FNLC: il governo statunitense allertò l'82nd Airborne Division, ma gran parte dei poco più di 200 statunitensi presenti a Kolwezi riuscirono a lasciare a città il 17 maggio dal campo della compagnia Morris-Knudsen a nord-est, dotato di elicotteri e aerei leggeri, e visti anche i preparativi messi in atto dagli alleati l'amministrazione del presidente Carter decise di agire solo in un ruolo di supporto all'operazione. Il Belgio mise in preallarme la sua unità di forze speciali, il Reggimento Para-Commando, che già nel 1964 aveva condotto una missione di soccorso a ostaggi europei in Congo (operazione Drago Rosso) coronata dal successo, ma il governo del primo ministro Leo Tindemans a Bruxelles si dimostrò riluttante a farsi coinvolgere in una nuova azione armata nella regione e alla fine decise di intervenire solo con un ruolo umanitario, con il fine unico di evacuare gli ostaggi europei in mano al FNLC se necessario anche tramite un negoziato coordinato dalla Croce Rossa. Il governo francese puntò invece su un'azione di forza, con il fine di distruggere gli invasori del FNLC penetrati a Kolwezi non solo come mezzo per liberare gli ostaggi europei ma anche per stabilizzare la situazione interna dello Zaire, e decise di mettere in stato d'allerta l'unità paracadutista della Legione straniera, il 2e Régiment étranger de parachutistes (2e REP).
La mattina del 17 maggio il comandante del 2e REP della Legione straniera, colonnello Philippe Erulin, ricevette istruzione di mobilitare il suo reggimento nell'arco di sei ore; acquartierate nella base di Camp Raffali vicino Calvi in Corsica, le componenti del reggimento erano però sparpagliate in lungo e in largo per svolgere compiti di routine e attività di addestramento: agendo con notevole rapidità, Erulin riuscì a radunare il suo disperso personale e alle 20:00 il reggimento era pronto a muovere e in attesa di nuovi ordini. All'1:30 del 18 maggio giunse l'ordine di movimento: il 2e REP trasferì alla base aerea di Solenzara 650 uomini suddivisi tra uno stato maggiore tattico (état-major tactique o EMT), quattro compagnie di fucilieri paracadutisti, un plotone di ricognitori e un plotone di mortai, che alle 8:00 iniziarono le procedure di imbarco su alcuni DC-8. I primi aerei decollarono quindi alle 15:20 per un volo di 6 000 chilometri alla volta di Kinshasa; i veicoli del reggimento furono poi caricati su aerei da trasporto C-5 e C-141 statunitensi e trasferiti separatamente direttamente a Lubumbashi.
Alle 23:30 del 18 maggio Erulin e i suoi ufficiali erano a terra nella capitale zairese per pianificare l'operazione assegnata al 2e REP; il comando dell'azione era stato affidato al colonnello Yves Gras, capo della missione militare francese in Zaire, che già da diversi giorni stava studiando con il suo staff le migliori opzioni per soccorrere gli ostaggi a Kolwezi: scartato un attacco via terra, si decise di paracadutare i legionari il più vicino possibile alla città perché potessero mettere rapidamente in sicurezza i luoghi dove si presumeva si stessero ammassando gli ostaggi europei. Gras pianificò l'inizio dell'azione (operazione Léopard) per le 06:30 del 20 maggio, ma da Parigi iniziarono ad arrivare pressanti richieste per anticipare il più possibile i tempi: nella mattina del 18 Radio France Internationale diffuse la notizia che 1 180 paracommando belgi erano decollati alla volta della base di Kamina in Zaire per partecipare a una missione di soccorso a Kolwezi, mentre Mobutu stesso, attorniato da un gruppo di giornalisti, atterrò all'aeroporto di Kolwezi con un C-130 per conferire personalmente con il maggiore Mahele e trasportare rifornimenti per i paracadutisti del 311º Battaglione. Che il FNLC si aspettasse ormai un'azione di forza sulla città divenne palese nel primo pomeriggio, quando a Gras fu recapitata l'intercettazione di un messaggio di Nathaniel Mbumba ai suoi uomini a Kolwezi secondo cui si ordinava di uccidere gli ostaggi, distruggere i centri minerari ed evacuarne la popolazione; il colonnello decise quindi di anticipare l'inizio dell'operazione Léopard alle 07:00 del 19 maggio.

#### L'operazione Leopard

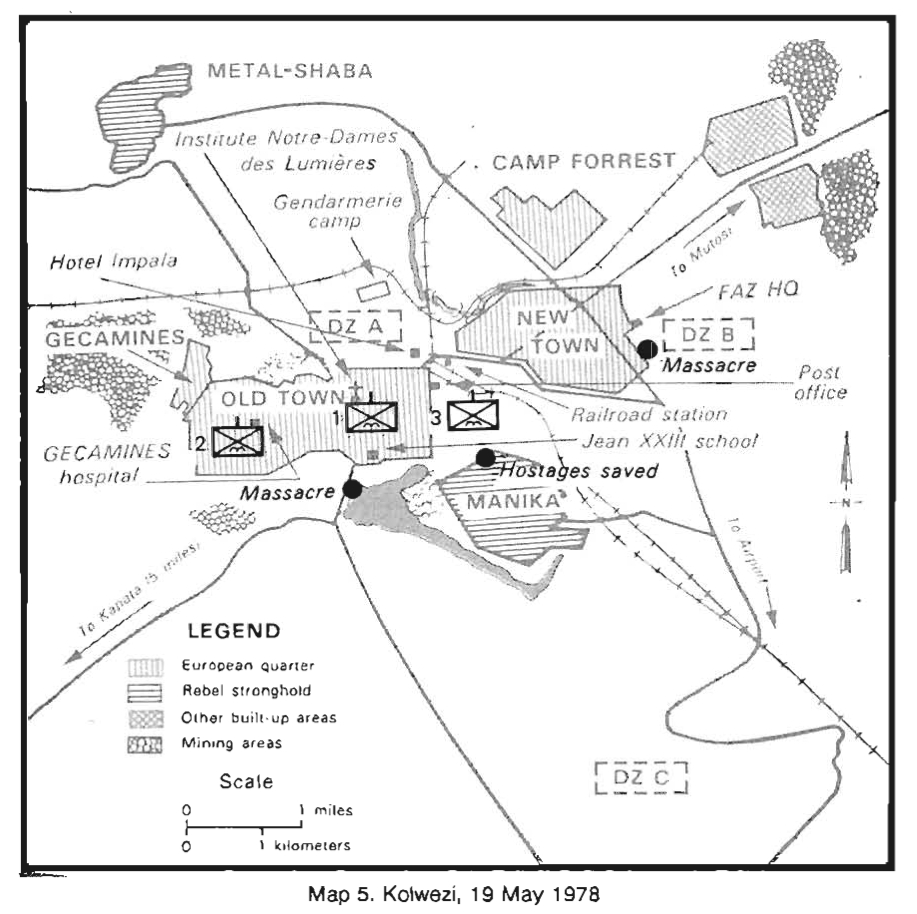
Carta di Kolwezi con indicati gli obiettivi della prima ondata del 2e REP

Uno degli aspetti più impressionanti dell'operazione Léopard fu la velocità e la capacità di improvvisazione messi in campo dagli ufficiali francesi. Il piano fu messo a punto nel corso di un briefing tra Gras, Erulin e i loro ufficiali iniziato alle 03:30 del 19 maggio (solo tre ore e mezzo prima dell'ora prevista per l'avvio): l'EMT e tre compagnie fucilieri si sarebbero paracadutate sulla zona di atterraggio A (drop zone A o DZ A), una distesa di savana erbosa punteggiata di alti termitai duri come cemento nell'angolo nord-est della città vecchia, e avrebbero posto sotto controllo il più rapidamente possibile i luoghi chiave della stessa città vecchia: la scuola Giovanni XXIII e l'Institute Notre-Dames des Lumieres (luoghi in cui si riteneva potessero essere detenuti gli europei fatti prigionieri), l'ospedale della Gécamines, l'ufficio postale, l'Hotel Impala (presunto quartier generale degli insorti) e il sovrappasso che collegava la città vecchia alla città nuova; una seconda ondata, con la quarta compagnia fucilieri e le unità ricognitori e mortai, sarebbe stata lanciata quello stesso giorno o al più tardi la mattina dopo, se necessario su una seconda zona di atterraggio (DZ B) posta a est della città nuova, per completare il rastrellamento del centro abitato e stabilire un collegamento con le truppe zairesi all'aeroporto.
I legionari dovevano stabilire il più velocemente possibile delle postazioni di blocco sulle principali vie di uscita dalla città entro il calare del sole, in modo che i guerriglieri non potessero allontanarsi insieme agli ostaggi con il favore del buio; gli uomini non dovevano fermarsi a soccorrere i loro compagni rimasti feriti. Gli ostaggi dovevano essere incitati a rimanere dove si trovavano finché la città non fosse stata messa al sicuro, e solo se necessario dovevano essere radunati in alcune zone selezionate; in generale, bisognava spingere gli insorti ad abbandonare gli ostaggi per salvarsi la vita.
Le difficoltà erano notevoli: i 405 uomini della prima ondata si sarebbero trovati ad affrontare un numero di miliziani del FNLC stimato tra i 1 000 e i 2 000, ben equipaggiati con fucili d'assalto AK-47 e G3 e dotati anche di armi pesanti e veicoli blindati catturati alle FAZ. Non ci sarebbe stato alcun supporto aereo: i Mirage III delle FAZ avevano esaurito le munizioni nei giorni precedenti nel tentativo di sostenere i reparti zairesi all'aeroporto, e i rifornimenti inviati dalla Francia erano ancora in viaggio. Per affrettare il trasferimento del 2e REP, i legionari avevano lasciato in Corsica i loro paracadute di fabbricazione francese per ricevere a Kinshasa un lotto di paracadute T-10 statunitensi tratti dalle disponibilità zairesi; oltre a essere poco conosciuti dagli uomini, i T-10 non si adattavano con le borse e gli zaini dei legionari che dovettero quindi assicurare l'equipaggiamento all'imbracatura con nastro adesivo e corda: anche riducendo l'equipaggiamento al minimo, i soldati furono costretti a ridurre il carico di munizioni a quattro caricatori a testa (40 colpi) per i loro fucili semiautomatici MAS 49/56 d'ordinanza. Il trasporto dei paracadutisti doveva essere assicurato da cinque C-130 zairesi e un C-160 francese (un secondo C-160 fu attrezzato come centro di comando aereo per lo staff del colonnello Gras), ma giusto prima del decollo uno dei C-130 ebbe un guasto e dovette restare a terra, mentre il C-160 si ritrovò con una gomma a terra durante il rullaggio che richiese un'ora di frenetico lavoro per essere sistemata: gli uomini dovettero essere ammassati negli aerei rimasti, venendo pigiati in 80 su velivoli predisposti per un carico normale di 66 paracadutisti.

### La battaglia a Kolwezi

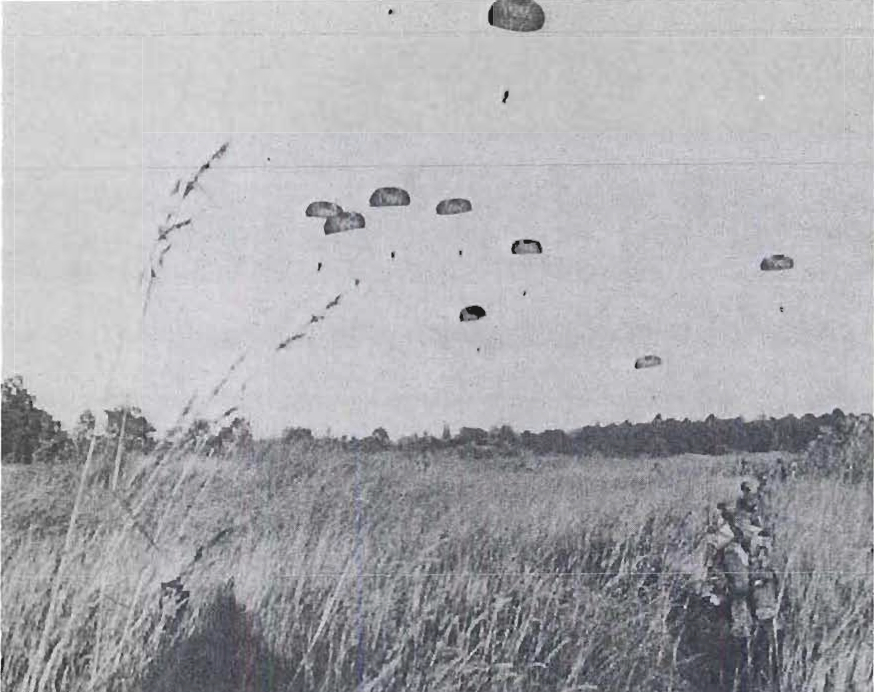
Paracadutisti del 2e REP atterrano nella savana fuori Kolwezi

Previsto per le 07:00 del 19 maggio, il decollo degli aerei fu ritardato da una fitta nebbia calata su Kinshasa, dagli inconvenienti tecnici ai velivoli e da una serie di istruzioni contraddittorie giunte dall'ambasciata francese che facevano pensare a un annullamento della missione; solo dopo che Gras ebbe conferito telefonicamente con il governo francese poté dare il via all'operazione, e per le 11:04 tutti i velivoli erano decollati. Il volo di quattro ore alla volta di Kolwezi, divenute quasi cinque a causa di un errore di rotta commesso dal C-130 che guidava la formazione, fu un'agonia per i paracadutisti: stanchi dopo due giorni senza poter dormire comodamente, alternativamente congelati dall'aria condizionata alzata al massimo o sprofondati nel caldo africano quando questa veniva spenta, gli uomini erano talmente ammassati da non poter eseguire i normali controlli delle imbracature dei paracadute prima di doversi lanciare. Dopo un primo sorvolo di ricognizione della DZ A, alle 15:40 i lanci iniziarono: era il primo lancio in combattimento del 2e REP dalla disastrosa battaglia di Dien Bien Phu, ventiquattro anni prima.
Il lancio non fu un'operazione da manuale: i piloti delle FAZ non furono in grado di mantenere una velocità e altitudine costante durante il lancio, e il forte vento disperse i paracadutisti su una vasta area facendoli atterrare anche sulle case, nei giardini e sugli alberi della città vecchia (un'intera sezione rimase dispersa per le successive ventiquattr'ore); ciò nonostante, i legionari incontrarono uno scarso fuoco da terra durante il lancio (solo un uomo rimase ucciso e altri sei feriti nell'atterraggio), e furono rapidamente in grado di radunarsi e procedere alla volta degli obiettivi. La 3ª Compagnia del capitano Gausseres mosse una sezione verso il sovrappasso che connetteva la città vecchia a quella nuova: tre autoblindo Panhard AML catturate dal FNLC arrivarono dal lato della città nuova, ma due veicoli furono messi fuori uso dalle armi anticarro dei legionari e il terzo si ritirò. Il resto della compagnia si spostò alla volta della strada che connetteva la città vecchia al sobborgo di Manika più a sud incontrando il fuoco di alcuni cecchini che sparavano dal tetto della chiesa di Notre-Dames, neutralizzati dai nuovi fucili FR-F1 in dotazione ai tiratori scelti della Legione; si verificò un duro scontro all'entrata del sobborgo di Manika, e i legionari assaltarono con successo una stazione di polizia dove si trovavano detenuti alcuni ostaggi europei e africani, liberati incolumi.

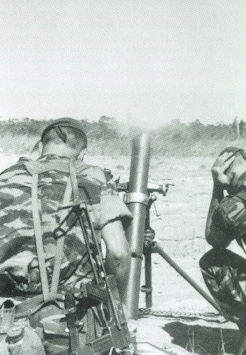
Un mortaio del 2e REP in azione durante la battaglia

Nel frattempo, la 1ª Compagnia del capitano Poulet e la 2ª Compagnia del capitano Dubos penetrarono all'interno della città vecchia; la resistenza incontrata fu meno pesante del previsto: la maggior parte dei regolari del FNLC aveva lasciato il centro abitato il 18 maggio, e i gruppi di miliziani delle "tigri" lasciati indietro (stimati in circa 500 uomini in totale più alcuni sostenitori locali) erano piuttosto disorganizzati. Muovendosi in un intrico di vicoli, case e macchie di verde, gli uomini del capitano Poulet misero in sicurezza la scuola Giovanni XXIII e l'Institute Notre-Dames des Lumieres mentre la 2ª Compagnia prendeva l'ospedale e il parco veicoli della sede della Gécamines, incontrando una resistenza dura ma molto sparsa da parte degli insorti. Entro sera il 2e REP aveva raggiunto i suoi obiettivi: sparsi ovunque vi erano i corpi in decomposizione di vari civili uccisi dai miliziani del FNLC, ma furono rinvenuti anche gruppi di ostaggi ancora in vita che si erano nascosti in vari luoghi della città e che furono progressivamente scortati alla scuola Giovanni XXIII, dove il tenente colonnello Erulin aveva posto il suo comando; i legionari si attestarono a difesa e, mandando giù compresse di efedrina per tenersi svegli, respinsero per tutta la notte attacchi casuali portati da gruppi di "tigri" senza controllo.
Mentre la prima ondata era ancora in volo, i 250 uomini della seconda ondata erano stati trasferiti dai DC-8 alla base di Kamina, distante solo un'ora di volo da Kolwezi; ritardi e contrattempi impedirono però il lancio della seconda ondata quello stesso 19 maggio, e per comune accordo tra Gras ed Erulin l'azione fu rimandata alla mattina seguente rimandando i paracadutisti all'aeroporto di Lubumbashi. A Kamina giunsero anche i 1 180 paracommando belgi del colonnello Rik Depoorter, arrivati nel pomeriggio del 19 maggio insieme a un distaccamento di dieci C-130 dell'Aviazione belga e un ospedale da campo mobile: Depoorter rimase sorpreso dalla notizia che i francesi si erano già lanciati su Kolwezi con solo tre compagnie, ma la sua richiesta di inviare subito un distaccamento belga in rinforzo ai legionari fu respinta da Bruxelles, che gli ordinò di concentrarsi unicamente sul soccorso e sull'evacuazione dei civili ignorando l'andamento dell'azione dei francesi; visto che l'aeroporto di Kolewzi era ancora in mano agli zairesi, Depoorter scartò l'idea di un lancio di paracadutisti in favore di uno sbarco di truppe dai C-130 direttamente sulla pista, per poi muovere sulla città con le jeep in dotazione al reparto.

#### Azioni finali

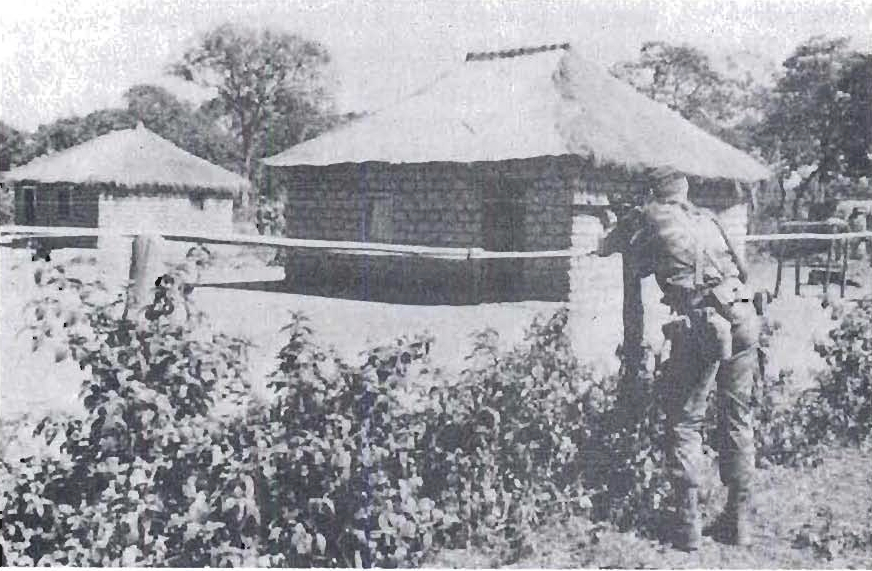
Un tiratore scelto francese in azione durante gli scontri a Kolwezi

Gli uomini di Erulin ripresero l'azione all'alba del 20 maggio. La 3ª Compagnia mosse sul sobborgo di Manika, dove il FNLC aveva sfruttato il momento di pausa per trincerarsi: i legionari dovettero aprirsi la via attraverso un dedalo di strette stradine, ingaggiando una serie di scontri a fuoco a distanza ravvicinata; la 1ª e la 2ª Compagnia completarono invece il rastrellamento dei quartieri meridionali e occidentali della città vecchia. Alle 06:28 il primo C-130 belga arrivò all'aeroporto di Kolwezi con il suo carico di paracommando: gli uomini scesero dall'aereo in fase di rullaggio che poi decollò nuovamente alla volta di Kamina; entro pochi minuti Depoorter aveva 500 uomini a terra e, dopo aver consolidato le difese dello scalo, mosse subito un battaglione alla volta della città vecchia più a nord. Più o meno contemporaneamente, giunse in volo da Lubumbashi la seconda ondata francese: il plotone ricognitori e il plotone mortai si lanciarono sulla DZ A, muovendo poi su un accampamento abbandonato della gendarmeria zairese a nord della città vecchia che fu preso senza alcun combattimento; la 4ª Compagnia del capitano Grail si lanciò senza grossi problemi sulla DZ B per poi attaccare da dietro la città nuova, dove fu incontrata solo una debole resistenza.
Più tardi quella stessa mattina gli avamposti della 3ª Compagnia entrarono in contatto con le avanguardie belghe: entrambe le forze erano sporadicamente oggetto di colpi d'arma da fuoco da parte degli insorti, e senza conoscere le proprie rispettive posizioni o essere in contatto tra di loro belgi e francesi aprirono brevemente il fuoco gli uni contro gli altri, senza tuttavia causare vittime. Visto lo scampato pericolo, il colonnello Gras atterrò all'aeroporto con il suo C-160 per conferire con Depoorter: si convenne di lasciare ai belgi la città nuova e la maggior parte della città vecchia, mentre il 2e REP avrebbe continuato le operazioni a Manika e nella zona centrale della città vecchia; questo fu in pratica l'unico tentativo di coordinamento tra le operazioni dei francesi e dei belgi, che per il resto si svolsero praticamente in maniera autonoma l'una dall'altra non senza una certa tensione tra le opposte forze.
Completato il rastrellamento di Manika, verso le 15:30 Erulin inviò la 4ª Compagnia a controllare il sobborgo di Metal-Shaba a nord-ovest della città vecchia: imbattutisi in una colonna di africani in uniforme scambiati inizialmente per soldati zairesi, i legionari si ritrovarono coinvolti in un duro scontro a fuoco con circa 200 o 300 miliziani del FNLC appoggiati da mitragliatrici pesanti; Erulin inviò in rinforzo la 2ª Compagnia e il plotone ricognitori, e con il supporto dei mortai i legionari ebbero ben presto ragione della forza nemica che si ritirò lasciando sul terreno almeno 80 morti. Mentre i francesi completavano il rastrellamento, i belgi iniziarono ad avviare i gruppi di europei da evacuare alla volta dell'aeroporto: furono rinvenuti i corpi di circa 160 civili bianchi assassinati dal FNLC insieme a un numero imprecisato di civili zairesi, ma già alle 12:30 il primo gruppo di 500 civili veniva evacuato dai C-130 belgi, cui si unirono poi un VC10 della Royal Air Force britannica attrezzato come ospedale volante, un C-130 dell'Aeronautica Militare italiana per il trasporto di pezzi di ricambio e un C-141 statunitense per il rifornimento di carburante. Entro la fine del 20 maggio circa 2 000 civili europei erano stati evacuati con successo da Kolwezi.

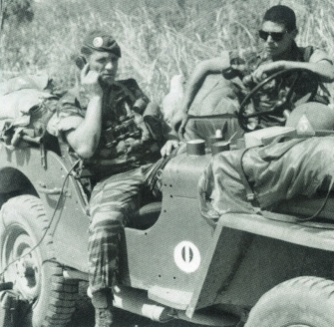
Legionari a bordo di una jeep durante le fasi finali della battaglia

Il 21 maggio i combattimenti nella città erano ormai più che sporadici, con solo alcuni scontri a fuoco registrati con elementi dispersi nel sobborgo di Manika, e l'ambasciatore belga Rittweger de Moore e quello francese Ross arrivarono da Kinshasa per conferire con i rispettivi comandanti militari, visitati anche da Mobutu in persona; aerei statunitensi trasportarono i veicoli del 2e REP da Lubumbashi e i legionari iniziarono a perlustrare i dintorni della città, dichiarata ufficialmente sicura quella sera stessa.
Mobutu conferì al colonnello Gras il comando di tutte le forze amiche nella zona di Kolewzi, e gli uomini di Erulin iniziarono una serie di intensi pattugliamenti motorizzati fino a un raggio di 300 chilometri dall'abitato per verificare una serie di voci che davano altri ostaggi europei in mano al FNLC: il 22 maggio vi fu un duro scontro tra legionari e insorti nei pressi della cittadina di Kapata a 10 chilometri da Kolwezi, e scontri minori si verificarono il 23, 25 e 26 maggio con perdite reciproche ma senza che altri ostaggi venissero localizzati.

### Il ritiro dei parà francesi e belgi
Il 27 maggio il 2e REP fu fatto ritirare a Lubumbashi, e gli ultimi reparti francesi lasciarono lo Shaba entro il 6 giugno. Dopo aver evacuato gli ultimi civili europei, il grosso dei paracommando belgi fu rimpatriato il 22 maggio senza aver subito alcuna perdita, lasciando però un battaglione a Kamina per agire come forza di stabilizzazione della regione e per proteggere l'eventuale espatrio di altri civili dallo Shaba; il contingente belga fu poi ritirato nel luglio seguente dopo l'arrivo nella regione di una forza di sicurezza africana (Inter-African Force) composta da truppe provenienti da Marocco, Senegal, Togo e Gabon.

## Conseguenze

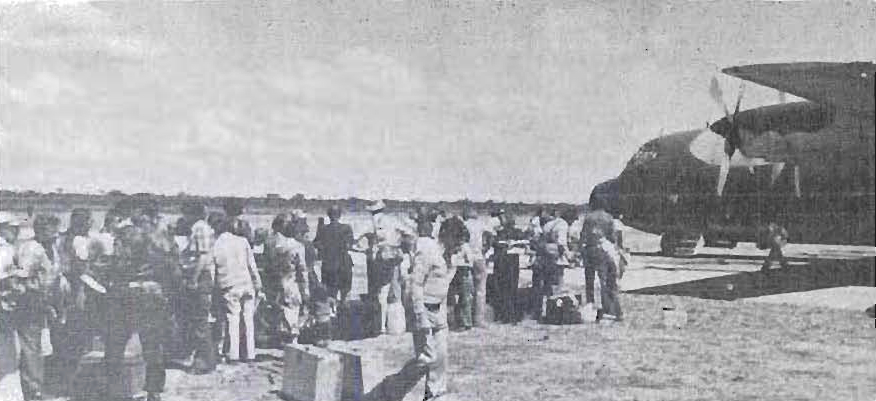
Civili europei sono evacuati con gli aerei belgi dall'aeroporto di Kolwezi

Nel corso dell'operazione Léopard (ribattezzata poi "operazione Bonite") il 2e REP uccise in combattimento circa 250 miliziani del FNLC e ne fece prigionieri altri 163, distrusse due autoblindo e catturò quattro cannoni senza rinculo, 15 mortai, 21 lanciarazzi, dieci mitragliatrici e 275 armi leggere portatili; i civili europei posti in salvo dall'azione franco-belga ammontavano a più di 2 000 persone. Il prezzo di questo successo da parte del 2e REP ammontò a cinque uomini uccisi in azione (due negli scontri all'interno della città, altri tre nelle operazioni di rastrellamento successive al 21 maggio) e 25 feriti; l'assenza di un'unità medica aggregata ai legionari poteva rendere anche più pesante questo bilancio, e di fatto molti dei feriti tra le truppe francesi furono salvati dai chirurghi dell'ospedale da campo mobile portato dai belgi all'aeroporto di Kolwezi.
Le ostilità nello Shaba cessarono di fatto alla conclusione delle operazioni nella zona di Kolwezi: i resti della forza del FNLC ripiegarono nei loro campi base oltre la frontiera con l'Angola. Le forze zairesi compirono nuove violenze contro la popolazione dello Shaba sospettata di aver appoggiato gli invasori, ma come conseguenza dell'attacco a Kolwezi il settore minerario della nazione subì un duro colpo che si ripercosse su tutta l'economia del paese; con un debito pubblico salito a 3 miliardi di dollari statunitensi, Mobutu dovette ricorrere a prestiti d'emergenza da parte dei paesi suoi sostenitori e questo lo trattenne dallo scatenare purghe su vasta scala e lo spinse a varare qualche timida riforma per contenere la corruzione ai vertici del paese. Come condizione per la concessione di nuovi aiuti, le nazioni occidentali e in particolare gli Stati Uniti pretesero che lo Zaire migliorasse i rapporti internazionali con i suoi vicini e in particolare cessasse di supportare i gruppi guerriglieri ostili all'Angola: dopo una serie di negoziati a Brazzaville, in agosto Mobutu e Agostinho Neto siglarono un accordo per la cessazione delle reciproche ingerenze interne e per il disarmo dei gruppi di oppositori armati che operavano dai rispettivi paesi. Il FNLC di fatto scomparve dalla scena; alcuni elementi sopravvissuti dell'organizzazione si unirono poi all'Alleanza delle Forze Democratiche per la Liberazione del Congo di Laurent-Désiré Kabila durante gli eventi della prima guerra del Congo, che tra il 1996 e il 1997 portarono infine alla deposizione di Mobutu.
La battaglia di Kolwezi portò grande attenzione sul 2e REP, confermando la fama di unità d'élite conquistata dal reggimento durante le dure esperienze della guerra d'Indocina e della guerra d'Algeria: ignorando ogni regola di prudenza, l'unità fu capace di mettere in piedi un'operazione vittoriosa con pochissima preparazione e agendo a grande distanza dalle sue basi; l'addestramento di alto livello cui era sottoposto il reggimento compensò di fatto le notevoli difficoltà che si trovò ad affrontare nel corso dell'operazione. Il lancio su Kolwezi fruttò al 2e REP la sua settima citazione al valor militare; il tenente colonnello Erulin fu insignito il 29 settembre 1978 dell'onorificenza di commendatore della Legion d'onore per il suo ruolo durante la battaglia.

## Nella cultura di massa
Il film francese Commando d'assalto (titolo originale La légion saute sur Kolwezi) del 1980, regia di Raoul Coutard, è una cronaca in parte romanzata della battaglia di Kolwezi.
Uno dei C-160 che presero parte all'operazione, identificato con il numero R18 (Ville de Kolwezi (61-MM) F-RAMM), fu conservato al termine del suo servizio operativo e dal 2012 è esposto al Musée de l'air et de l'espace di Le Bourget; il velivolo espone sulla fusoliera lo stemma del 2e REP e la menzione "Ville de Kolwezi" per indicare la sua partecipazione all'azione.